# Câilles
Pour les articles homonymes, voir Caille (homonymie).
Les câilles désignent, dans la cuisine québécoise, un lait caillé issu de la coagulation du lait de vache. Au XXIe siècle, les câilles sont parfois également obtenues par fermentation. Elles sont principalement produites aux Saguenay-Lac-Saint-Jean et en Charlevoix.

## Origine
Les câilles proviennent des traditions de caillage de l'ouest de la France où le produit obtenu est appelé caillebotte. Dans le Poitou, on utilise le pluriel (« des caillebottes ») et le vocable « caille » est connu.

## Utilisation

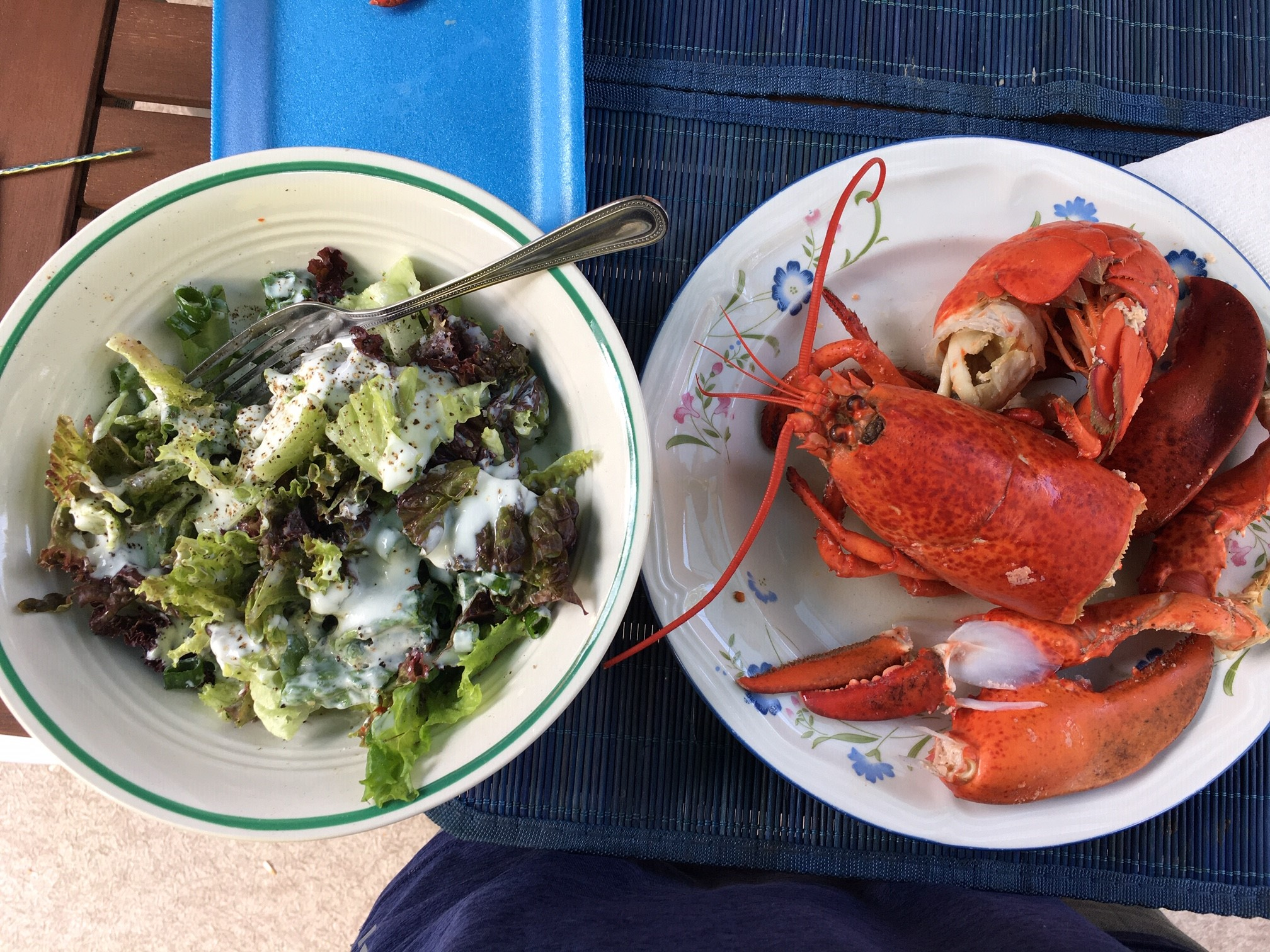
La salade aux câilles est une salade traditionnelle constituée de laitue, d'oignon vert et de câilles.

Les câilles sont utilisés bien salées et poivrées afin de garnir les salades de saison, avec de la laitue et de la ciboulette. Elles sont également consommées en dessert avec du sucre brun ou du sirop d'érable, agrémentées de petit fruit comme le bleuet. Plus largement, elles peuvent être utilisées comme lait fermenté. 